# Enda Mariamkatedralen
Enda Mariamkatedralen (tigrinska: ቤተ-ክርስትያን እንዳ ማርያም) är en eritreansk-ortodox katedral i Asmara i Eritrea, helgad åt Jungfru Maria. 
Kyrkan är byggt av växelvisa lager av sten och tegel som anknyter till den traditionella byggnadsstilen i Eritrea. Den flankeras av två höga torn med en vit konstruktion högst upp för kyrkklockorna. Tornen avslutas med en rund sockel av tegel och en tukul av betong.
De två stora träportarna på framsidan inramas av röd tesserae och väggen ovanför portarna är dekorerad med religiösa mosaiker som skapades på 1950-talet av den italienska målaren  Nenne Sanguineti Poggi på uppmaning av prästerskapet. Framför kyrkan finns en ställning med hängande stenar som har använts som klockor.
Interiören är dekorerad med muralmålningar som avbildar scener ur Jesus liv och historier från det Gamla och Nya testamentet.
En gång om året anordnas en festival till ära för Jungfru Maria.